# Laitue vivace
Lactuca perennis
Espèce
Classification phylogénétique
Statut de conservation UICN

 DD  : Données insuffisantes
La laitue vivace (Lactuca perennis) est une espèce de plante à fleurs de la famille des Astéracées.

## Description
C'est une plante herbacée glabre, aux tiges érigées, se ramifiant, aux feuilles vert-grisâtre, pennatilobées, les inférieures légèrement pétiolées, les supérieures engainant en partie la tige, aux capitules bleu à lilas, à grands pédoncules.

## Caractéristiques
- Organes reproducteurs :

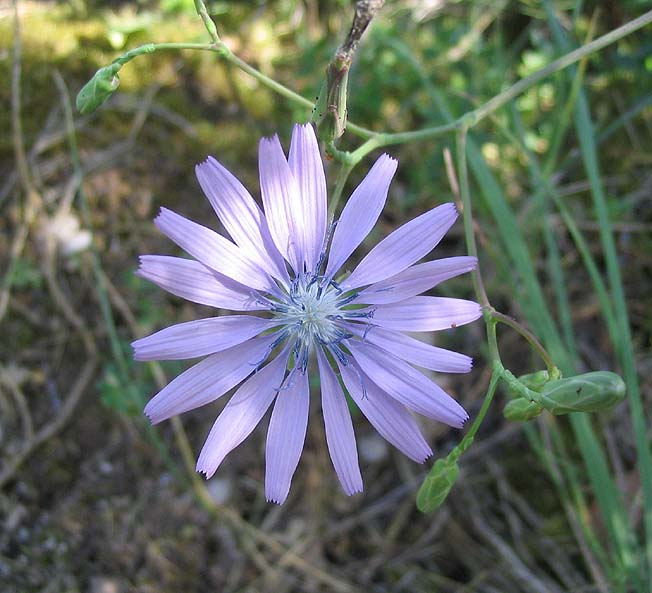
Capitule de Laitue vivace.

  - Type d'inflorescence : racème de capitules
  - répartition des sexes : hermaphrodite
  - Type de pollinisation : entomogame
  - Période de floraison : mai à juillet
- Graine :
  - Type de fruit : akène
  - Mode de dissémination : anémochore

Données d'après: Julve, Ph., 1998 ff. - Baseflor. Index botanique, écologique et chorologique de la flore de France. Version : 23 avril 2004. 

## Habitat
Habitat type : friches vivaces rudérales pionnières, mésoxérophiles, médioeuropéennes.
Étage collinéen et montagnard, jusqu'à 1700 m d'altitude.

## Aire de répartition
Européen méridional. En France : çà et là avec une fréquence très inégale ; rare dans l'Ouest.

## Protection
En France, cette plante bénéficie d'un arrêté de protection dans la région Aquitaine.
L'espèce est évaluée comme non préoccupante à l'échelle française.
L'espèce semble se raréfier : elle est considérée en danger critique (CR) en Nord-Pas-de-Calais, Ile de France et Alsace ; en danger (EN) en Haute-Normandie ; elle est considérée vulnérable (VU) en Basse-Normandie et région Centre ; quasi menacée (NT), proche du seuil des espèces menacées ou qui pourraient l'être si des mesures de conservation spécifiques n'étaient pas prises, dans la région des Pays de la Loire.
Voir aussi
- Liste des espèces végétales protégées en Aquitaine
- Liste rouge régionale des espèces de plantes du Nord-Pas-de-Calais
- Liste rouge régionale de la flore vasculaire d'Île-de-France